# مارکو یاکوبس
مارکو یاکوبس (انگلیسی: Marco Jakobs؛ زادهٔ ۳۰ مهٔ ۱۹۷۴) ورزشکار بابسلد اهل آلمان بود.